# Nele Sommer
Nele Sommer (* 27. Dezember 1990 in München) ist eine deutsche Schauspielerin.

## Biografie & Werdegang
Von 2011 bis 2015 absolvierte sie ihre Schauspielausbildung an der Hochschule für Schauspielkunst „Ernst Busch“ in Berlin. Während dem Studium spielte sie am Deutschen Theater Berlin in dem Stück Geschichten von Hier IV: Was uns bleibt (Regie: Frank Abt).
Ab der Spielzeit 2015/2016 war sie drei Jahre am Pfalztheater in Kaiserslautern engagiert. Dort spielte sie u. a. Shen Te/Shui Ta in Der gute Mensch von Sezuan, Eve in Der zerbrochne Krug, Una in Blackbird und Anne Frank in Das Tagebuch der Anne Frank.
2015 spielte sie eine Hauptrolle in dem Film Vitches (Regie: Maria Neheimer), der auf dem Filmfestival Max Ophüls Preis 2016 Premiere hatte.
2018 spielte sie Lämmchen in Kleiner Mann – was nun? (Regie: Susanne Schmelcher) am Theater im Bauturm in Köln. Das Stück wurde für den Kölner Theaterpreis und den Kurt-Hackenberg-Preis für politisches Theater nominiert.
2022 spielte sie an der Kölner Volksbühne am Rudolfplatz die Rolle der Eva in Anna Gmeyners Stück Automatenbüfett (Regie: Susanne Schmelcher).
Sommer lebt in Köln.